# Вељке Хиндице
Вељке Хиндице (слч. Veľké Chyndice) насељено је мјесто са административним статусом сеоске општине (слч. obec) у округу Њитра, у Њитранском крају, Словачка Република.

## Становништво
| Година:    | 1994. | 2004.   | 2014.   | 2024.   |
| ---------- | ----- | ------- | ------- | ------- |
| Број људи: | 367   | 342     | 319     | 339     |
| Разлика:   |       | -6,81 % | -6,72 % | +6,26 % |

| Година:    | 2023. | 2024.   |
| ---------- | ----- | ------- |
| Број људи: | 344   | 339     |
| Разлика:   |       | -1,45 % |

Према подацима о броју становника из 2011. године насеље је имало 306 становника.